# 阿尔弗雷德·施莱皮
阿尔弗雷德·施莱皮（德語：Alfred Schläppi，1898年1月30日—1981年4月15日），瑞士男子雪车运动员。他曾代表瑞士参加1924年冬季奥林匹克运动会雪车比赛，联同爱德华·舍雷尔、阿尔弗雷德·内沃和海因里希·施莱皮获得男子四人金牌。